# Ciney (stacja kolejowa)
Ciney (fra: Gare de Ciney) – stacja kolejowa w Ciney, w prowincji Namur, w Belgii. 
Znajduje się na linii 162 Namur - Sterpenich i 128 Ciney – Yvoir. Jest obsługiwana również przez pociągi parowe Chemins de Fer du Bocq.
Obecny budynek dworca został zbudowany w 1977 roku według planów architekta Edmonda Lejaera.

## Linie kolejowe
- 126 Statte - Ciney
- 128 Ciney – Yvoir
- 162 Namur - Sterpenich